# Agostinho Van-Dúnem
Agostinho de Carvalho dos Santos Van-Dúnem (* 1. Juni 1971) ist ein angolanischer Politiker der Volksbewegung zur Befreiung Angolas (MPLA), der unter anderem seit 2022 Mitglied der Nationalversammlung ist.

## Leben
Agostinho de Carvalho dos Santos Van-Dúnem absolvierte ein Studium im Fach Internationale Beziehungen, welches er mit einem Lizenziat (Licenciatura em Relações Internacionais), und war danach im diplomatischen Dienst tätig. Er war zwischen 1998 und 2017 Diplomatischer Assistent von Staatspräsidenten, José Eduardo dos Santos. und gehörte von 2000 bis 2001 dem Zentralkomitee (ZK) der Volksbewegung zur Befreiung Angolas (MPLA (Movimento Popular de Libertação de Angola)) als Mitglied an. 2017 übernahm er den Posten als Generalsekretär des Außenministeriums MIREX (Ministério das Relações Exteriores) und hatte diese Funktion bis 2020 inne.
Am 16. September 2022 wurde Agostinho Van-Dúnem für die nationale Liste der MPLA Mitglied der Nationalversammlung (Assembleia Nacional) und ist derzeit Vizevorsitzender des Ausschusses für auswärtige Angelegenheiten, internationale Zusammenarbeit und angolanische Gemeinschaften im Ausland.

## Weblink
- Adriano Patrocínio. Nationalversammlung, abgerufen am 17. Mai 2025 (portugiesisch).